# Electrostrymon
Electrostrymon là một chi bướm ngày thuộc họ Lycaenidae.